# Pieter Cornelisz van Soest
Pour les articles homonymes, voir Soest.
Pieter Cornelisz van Soest était un peintre néerlandais né entre 1600 et 1620 et mort entre 1640 et 1667 pendant l’âge d'or de la peinture néerlandaise.
Très peu d'informations subsistent à son sujet, mais il est principalement connu pour ses marines représentant la flotte des Provinces-Unies ou la Royal Navy lors du siècle d'or néerlandais, marqué par les guerres anglo-néerlandaises qui eurent lieu principalement sur les mers. 

## Quelques œuvres

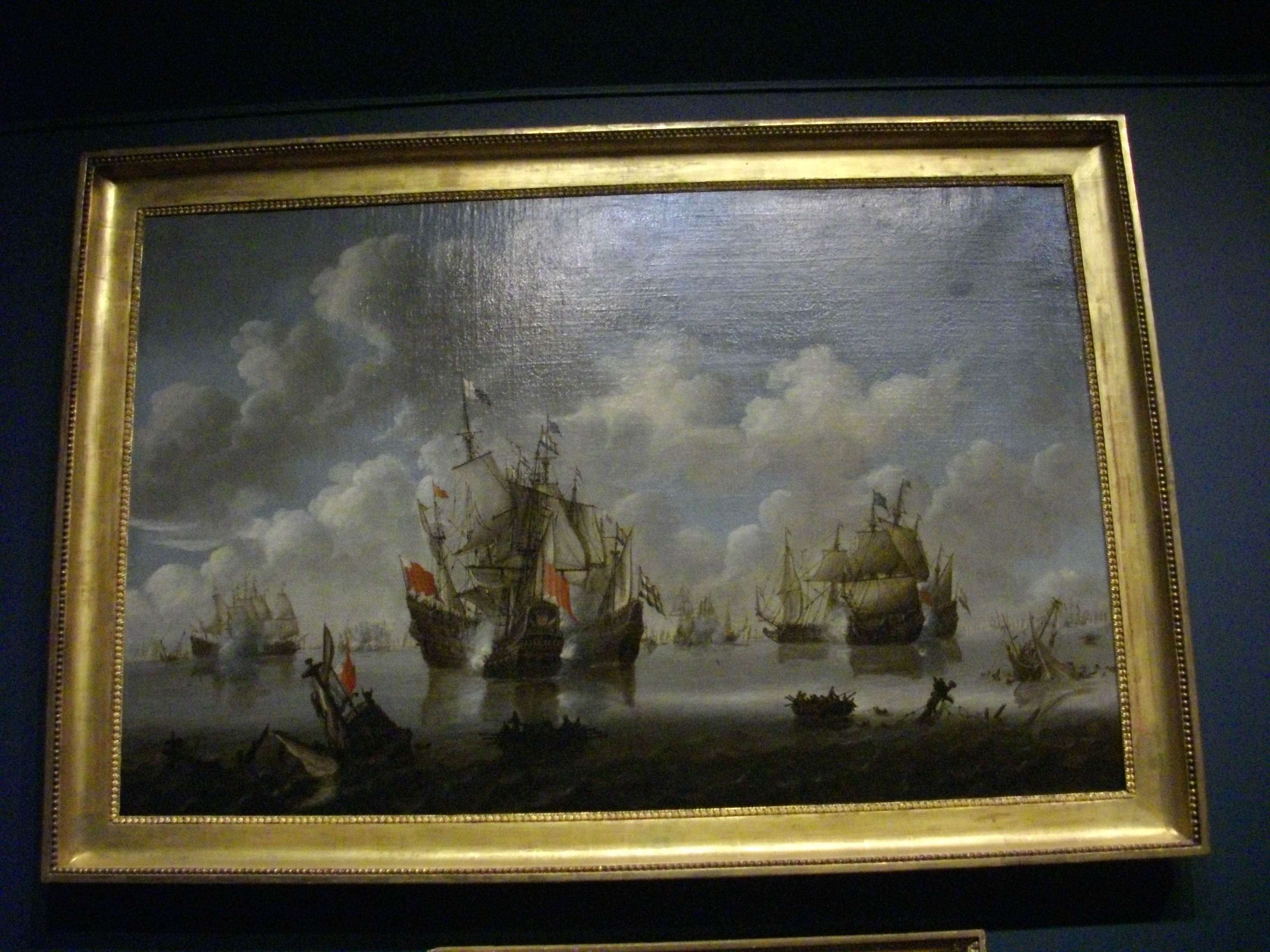
Combat naval des Quatre Jours, du 1er au 4 en juin 1666, 1667, exposé au musée des Beaux-Arts d'Orléans, en France.
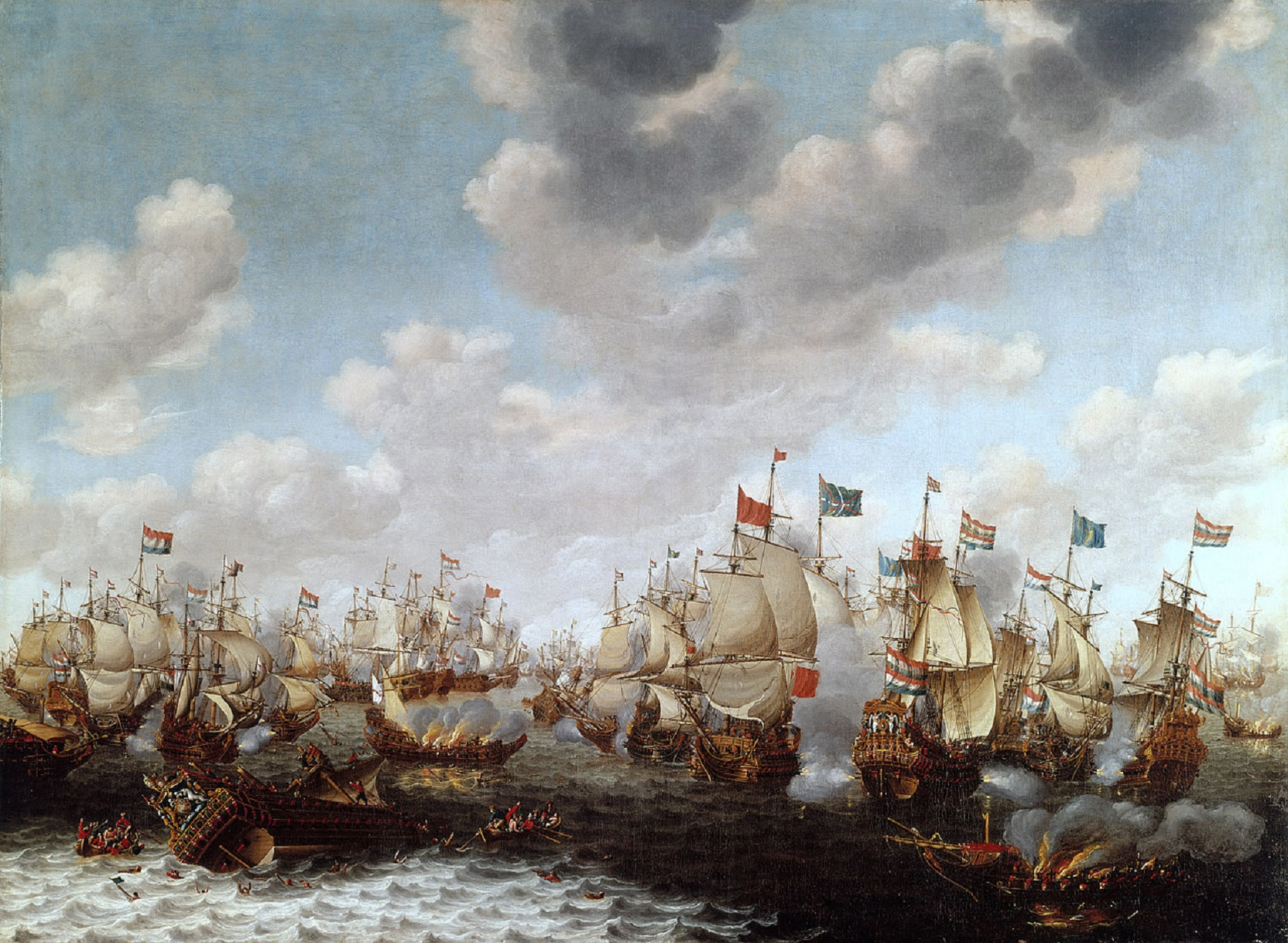
Représentation de La Bataille des Quatre Jours (Deuxième guerre anglo-néerlandaise).
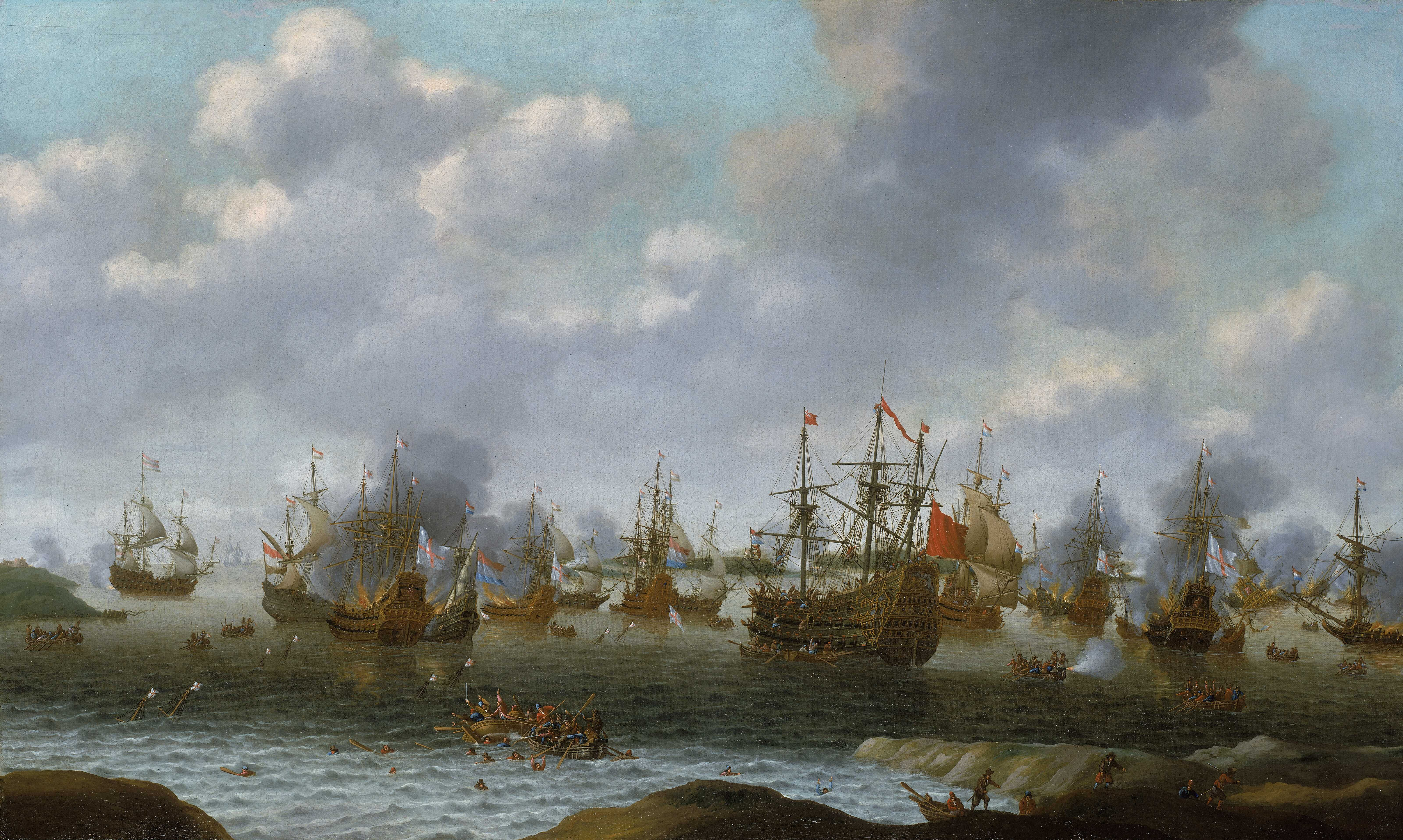
Le Raid sur la Medway.

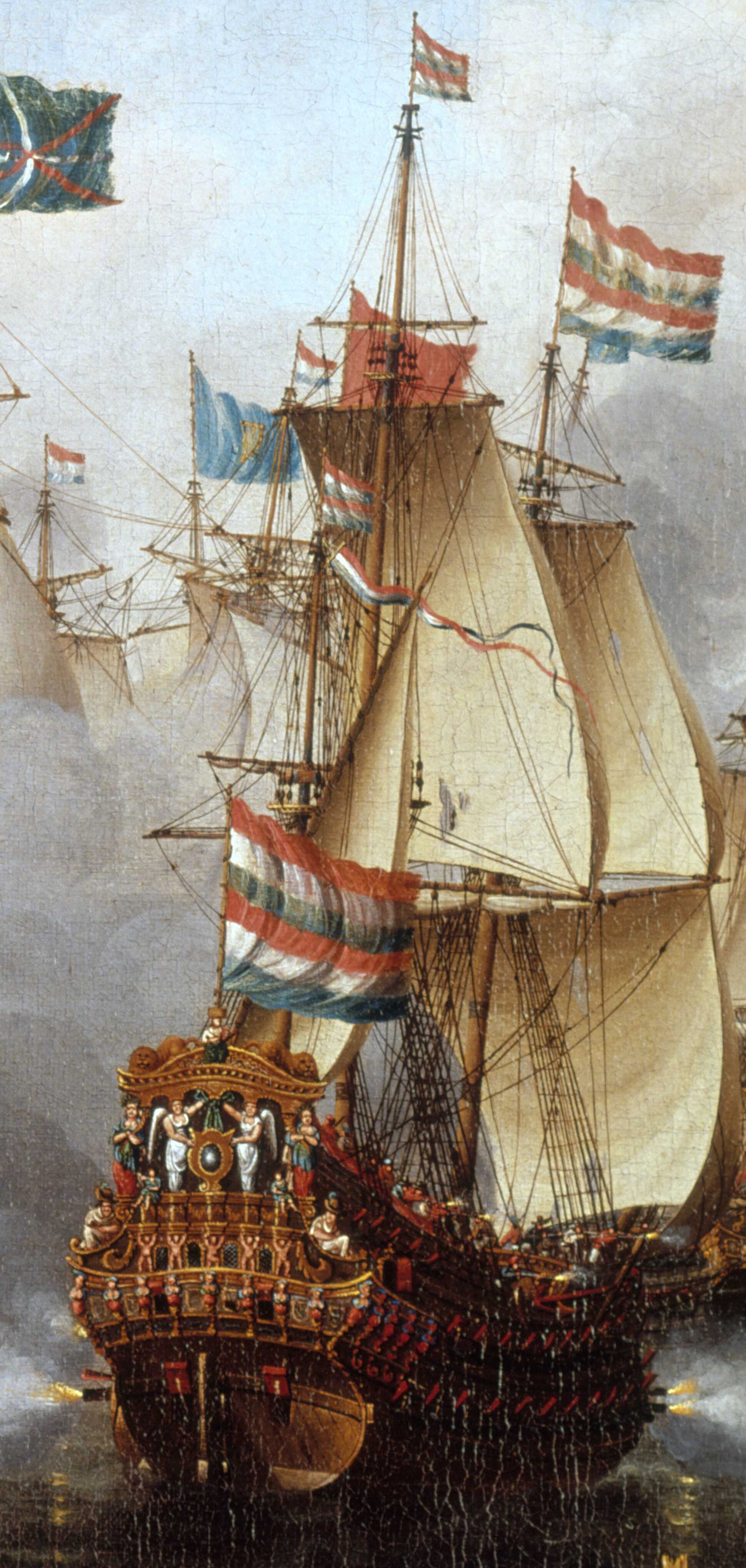
Le Spieghel
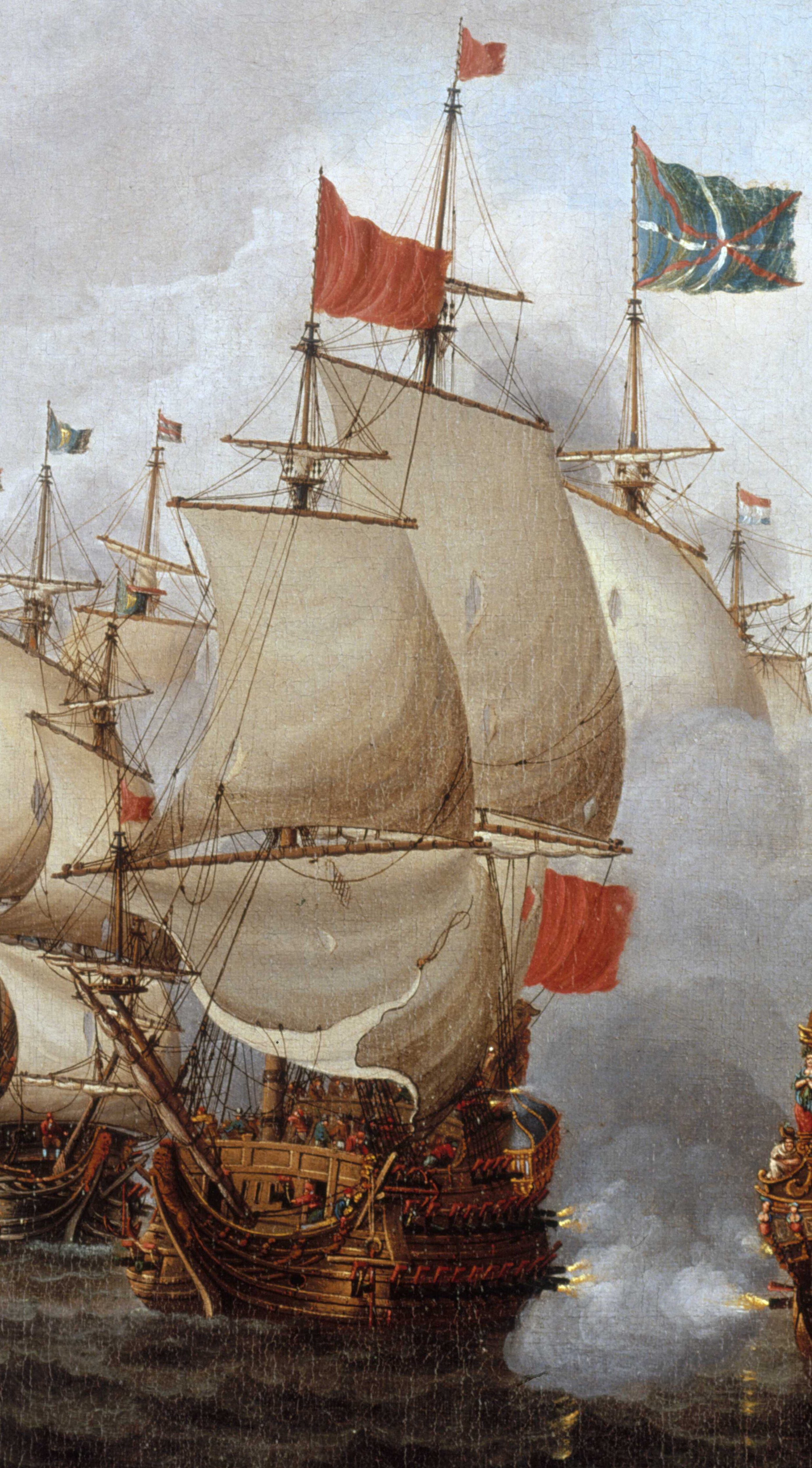
Le HMS Royal Oak (1664) (en) de la Royal Navy lors de la bataille des Quatre Jours.